# Besseria caffra
Besseria caffra är en tvåvingeart som beskrevs av Villeneuve 1920. Besseria caffra ingår i släktet Besseria och familjen parasitflugor. Inga underarter finns listade i Catalogue of Life.